# Ramesse VII.
Ramesse VII. je šestý faraon 20. dynastie starověkého Egypta. Jeho otec byl faraon Ramesse VI. a jeho matka se jmenovala Nubchesbed. Vládl od roku 1137 př. n. l. do roku 1130 př. n. l. nebo i více Jiná data jsou 1138–1131 př. n. l. Byl pohřben v hrobce KV1, jeho mumie nebyla nalezena.